# Miss Pernambuco 2013
Miss Pernambuco 2013 foi a 58.ª edição do concurso que escolheu a melhor candidata pernambucana para representar seu estado e sua cultura no Miss Brasil. O evento contará com a presença de vinte e sete candidatas de diversos municípios do estado. A noite final da competição televisionada pela afiliada da Rede Bandeirantes do estado, a TV Tribuna. Paula Lück, a Miss Pernambuco 2012 coroou sua sucessora ao título no final do evento. O mesmo ocorreu no Teatro Luiz Mendonça com a presença ilustre da Miss Brasil 2012 Gabriela Markus.

## Agenda
- 11 de julho:
  - 14h - Confinamento das candidatas no Hotel Moda Center em Santa Cruz do Capibaribe.
  - 16h - Visita das candidatas à Associação de Assistência ao Deficiente de Santa Cruz do Capibaribe
- 13 de julho:
  - 20h - Escolha do Melhor Traje Típico da competição no Club Rota Mar.
- 14 de julho: 
  - 10h - Desfile das candidatas no Hotel Moda Center.
  - 13h - Visita das candidatas ao município de Caruaru.
  - 15h - Visita ao Alto do Moura em Caruaru.
  - 18h - Visita ao North Shopping Caruaru.
  - 21h - Saída das candidatas ao município de Gravatá.
- 15 de Julho: 
  - Dia reservado para aulas, palestras e ensaios das candidatas no Resort Vila Hípica, em Gravatá.

## Resultados
| Posição                 | Cidade e Candidata |
| Miss Pernambuco         | - Recife - Helena de Castro Rios |
| 2.º Lugar               | - Macaparana - Daniele Lima |
| 3.º Lugar               | - Caruaru - Andressa Alves |
| Finalistas              | - Beleza Regional - Gabriele Cordeiro - Santa Cruz do Capibaribe - Gláucia Arruda - São José da Coroa Grande - Étila Santiago                                                 |
| (TOP 12) Semifinalistas | - Camaragibe - Gerlane Chagas - Igarassu - Samantha Diniz - Moreno - Jéssica Souza - Paulista - Luana Di Paula - Ribeirão - Allana Cavalcanti - Serra Talhada - Gabriela Leal |

### Premiações Especiais
- O concurso irá distribuir os seguintes prêmios especiais:[3][4]

| Posição             | Cidade e Candidata                          |
| Miss Simpatia       | - Olinda - Mônica Andrade                   |
| Melhor Traje Típico | - Santa Cruz do Capibaribe - Gláucia Arruda |

### Ordem dos Anúncios
| 1. Beleza Regional 2. Paulista 3. Camaragibe 4. Ribeirão 5. Recife 6. Serra Talhada 7. Caruaru 8. Santa Cruz do Capibaribe 9. Igarassu 10. Macaparana 11. Moreno 12. São José da Coroa Grande | 1. Beleza Regional 2. Caruaru 3. Macaparana 4. Recife 5. Santa Cruz do Capibaribe 6. São José da Coroa Grande |

## Programação Musical
- Abertura: Instrumental
- Desfile de Maiô: Bicho Maluco Beleza (Alceu Valença)
- Desfile de Biquini: Glad You Came (por The Wanted)
- Desfile de Gala: Say it Right (Nelly Furtado)

## Candidatas
Listadas abaixo estão todas as candidatas que disputaram o concurso estadual:
| - Afogados da Ingazeira - Taynara Kalystra - Arcoverde - Malena Lopes - Beleza Regional - Gabriele Cordeiro - Bezerros - Brennda Isabela Melo - Brejo da Madre de Deus - Clécia Lima - Camaragibe - Gerlane Chagas - Carpina - Gabriela Freitas - Caruaru - Andressa Alves - Custódia - Annyelle Simões - Fundação Gilberto Freyre - Andrielle Karla - Gravatá - Franciele Albuquerque - Ibimirim - Ísis Corrêia - Igarassu - Samantha Diniz - Macaparana - Daniele Lima | - Moreno - Jéssica Souza - Olinda - Mônica Andrade - Paulista - Luana Di Paula - Recife - Helena de Castro Rios - Ribeirão - Allana Cavalcanti - Santa Cruz do Capibaribe - Gláucia Arruda - São José da Coroa Grande - Étila Santiago - Serra Talhada - Gabriela Leal - Surubim - Anna Karla Mateus - Taquaritinga do Norte - Lely Santos - Toritama - Maria Aislane Leite - Triunfo - Andressa Carneiro - Xexéu - Thaina Andrade |

Desistência
- Agrestina - Miriam Silva
- Petrolina - Sullydaianne de Albuquerque

## Jurados
| - Laila Nader, empresária; - Carlos Alves, executivo da Seda Tecs Tecidos; - Meirielle Abrantes, Miss Pernambuco 2003; - Adailton Feitosa, secretário de turismo; - Roberta Jugman, colunista social; - Henrique Timóteo, diretor do Resort Vila Hípica; - Cátia gomes, executiva da Victor Hugo; - Robson Chagas, decorador; - Flávia Azevedo, estilista; - Paulo Leite, cantor e compositor; - Romilda Monteiro, diretora comercial da TV Tribuna Band; | - João Saraiva, cirurgião plástico; - Gabriela Markus, Miss Brasil 2012; - Marcelo Santos, publicitário; - Fernanda Muniz, diretora de marketing da Eletroshopping; - Augusto Werner, jornalista; - Lorena Nunes, empresária da If e da Nasloy; - Herácliton Diniz, executivo da Empório HD; - Eliana Victória, apresentadora; - Crézio Rufino, cabeleireiro; - Petrus Leonardo de Souza, advogado; |